# Hiroyuki Taniguchi
Hiroyuki Taniguchi (jap. 谷口 博之 Taniguchi Hiroyuki; ur. 27 czerwca 1985) – japoński piłkarz. Obecnie występuje w Sagan Tosu.

## Kariera klubowa
Od 2004 do 2013 roku występował w klubach Kawasaki Frontale, Yokohama F. Marinos i Kashiwa Reysol. Od 2014 roku gra w zespole Sagan Tosu.

## Kariera reprezentacyjna
Został powołany do kadry na Igrzyska Olimpijskie w 2008 roku.